# Toxikokinetik
Toxikokinetik är läran om upptag, omsättning, fördelning och utsöndring av möjliga gifter i levande organismer, och är en del av toxikologin. Det är närbesläktat med området farmakokinetik.